# Мінський радіотехнічний коледж
Мінський Радіотехнічний Коледж (МРК), раніше Мінський Державний Вищий Радіотехнічний Коледж (МДВРК) (біл. Мі́нскі Дзяржа́ўны Вышэ́йшы Радыётэхні́чны Кале́дж).
МГВРК є установою освіти Республіки Білорусь. Підготовка фахівців в МДВРК здійснюється на підставі базової та загальної середньої освіти за рівнями: I рівень — підготовка фахівців з середньою спеціальною освітою підвищеного рівня, яке включає базові предмети вишу і дає можливість отримати вищу освіту в інших вишах у скорочені терміни.
II рівень — підготовка фахівців з вищою освітою.
Відбір на рівень вищої освіти за спеціальністю «Професійне навчання» на денну форму навчання здійснюється з числа випускників коледжу. На заочну форму навчання прийом проводиться на базі середньої спеціальної освіти.
В даний час контингент учнів денної форми навчання становить 1345 осіб, студентів — 653 чоловіки. Загальна кількість тих, які навчаються за денною формою — 1998 чоловік. За всі роки навчання випущено понад 21 тисяча фахівців. У коледжі працює 376 співробітників, з них викладачів — 256 (у тому числі 1 доктор наук, 1 професор, 27 кандидатів наук, 25 доцентів).

## Директори радіотехнічного технікуму
- Решетов В. І. — З 1960 по 1971 рр..,
- Капишев В. І. — З 1971 по 1974 рр..,
- Макаревич О. М. — З 1974 по 1980 рр..,
- Малишевський В. Ф. — З 1981 по 1985 рр..
- Цирельчук Н. А. — З 1985 по 2010.
- Анкуда С. М. з 2010 р.

## Відділення
Мінський радіотехнічний коледж має три відділення:
- Відділення радіоелектроніки
- Відділення комп'ютерних технологій
- Заочне відділення